# Хартек, Пауль
Пауль Карл Йозеф Мария Хартек (нем. Paul Karl Josef Maria Harteck; 20 июля 1902, Вена — 22 января 1985, Санта-Барбара) — австрийский учёный, специалист по физической химии. Известен участием в открытии орто- и параводорода, а также трития (совместно с др. учёными).

## Биография
Изучал химию в венском университете и берлинском университете имени Гумбольдта в 1921—1924 гг. Защитив в 1926 году у Макса Боденштейна докторскую диссертацию по теме «Фотокинетика фосгена», работал с Арнольдом Ойкеном в университете Бреслау.
С 1928 по 1933 годы был ассистентом Фрица Габера в Кайзер-Вильгельм институте. Вместе с Карлом Бонхёффером в 1929 году открыл пара- и ортоводород. В 1931 году завершил хабилитацию в университете имени Гумбольдта.
Затем провёл год, стажируясь у Эрнеста Резерфорда в Кембридже, открыв вместе с ним и Марком Олифантом изотоп водорода тритий.
С 1934 года — директор Института физической химии при Гамбургском университете.
С 1937 года — советник Управления вооружений сухопутных сил (HWA). В апреле 1939 года, вместе со своим наставником Вильгельмом Гротом, Хартек обратился в германское Имперское военное министерство (RKM) с докладом о возможности применения цепной реакции в военных целях.
Начиная с этого года весь его отдел вёл разработки для HWA, уделяя особое внимание изучению разделения изотопов урана. Далее с 1940 года вместе с Гансом Зюссом изучает возможность использования тяжелой воды для замедления нейтронов. В 1941 году отдел разработал аппарат, предназначенный для применения фирмой «Norsk Hydro» для получения тяжёлой воды посредством электролиза. В 1942 году при помощи Вернера Гейзенберга Хартеку удалось избежать мобилизации на русский фронт.
В феврале 1943 года Хартек и его коллега Йоханнес Йенсен предложили новый тип разделения изотопов методом центрифугирования, принятый фирмой «Anschütz». Под руководством Хартека Вильгельм Грот провёл последний эксперимент по обогащению урана на ультрацентрифуге, располагавшейся в Целле, небольшом городе в 120 км к югу от Гамбурга.
По причине участия в немецкой ядерной программе был задержан и с 3 июля 1945 по 3 января 1946 года в числе других немецких учёных находился в Фарм Холл (Операция «Эпсилон»).
В 1948—1950 годах — ректор Гамбургского университета. В январе 1951 года эмигрировал в США, где до 1968 года преподавал в Политехническом институте Ренсселера в городе Трой (штат Нью-Йорк).
В 1956 году за выдающиеся научные заслуги зачислен Обществом Макса Планка в Институт им. Фрица Габера.

## Награды
- 1978: Большой золотой Почётный знак За заслуги перед Австрийской Республикой (6-я степень) [1]

## Сочинения
- K. F. Bonhoeffer, P. Harteck: Experimente uber Para- und Orthowasserstoff. Berlin 1929. In: Sitzungsberichte der Preussischen Akademie der Wissenschaften. Phys.-Math. Klasse 1929, S. 103–108.
- K. F. Bonhoeffer, P. Harteck: Die Eigenschaften des Parawasserstoffes. In: Zeitschrift fur Elektrochemie und angewandte physikalische Chemie. 35 (1929), S. 621–623.
- K. F. Bonhoeffer, P. Harteck: Weitere Versuche mit Parawasserstoff. In: Die Naturwissenschaften. 17 (1929), S. 321–322.
- M. Oliphant, P. Harteck, E. Rutherford: Transmutation Effects observed with Heavy Hydrogen. In: Proc Roy Soc. A144 (1934), S. 692-703.
- Michael Schaaf: Der Physikochemiker Paul Harteck (1902-1985). Stuttgart 1999.

## Киновоплощения
В телефильме Конец невинности (1991) роль Пауля Хартека исполнил Ханс Цишлер.